# David Rochela
David Rochela Calvo (As Pontes de García Rodríguez, 19 febbraio 1990) è un ex calciatore spagnolo, di ruolo centrocampista.

## Palmarès

### Club

#### Competizioni nazionali
- Thai League 1: 2

Buriram United: 2014, 2015
- Thai FA Cup: 2

Buriram United: 2015
Port: 2019
- Thai League Cup: 1

Buriram United: 2015